# Joods Monument (Nijmegen)
Het Joods monument in de benedenstad van Nijmegen is een bronzen beeld van een treurende vrouw. Het is gemaakt door beeldhouwer Paul de Swaaf. Op 4 mei 1995 werd het monument, gemaakt ter nagedachtenis aan de meer dan vierhonderd Joodse Nijmegenaren die tijdens de Tweede Wereldoorlog in de vernietigingskampen zijn omgebracht, onthuld. Ter herinnering aan de onthulling werd de kruising waarop het beeld zich bevindt, vernoemd naar een van de jongste Joodse Nijmeegse slachtoffers: Kitty (Kaatje) de Wijze. Deze jonge vrouw is het symbool geworden van de Joodse Nijmegenaren die gedeporteerd werden en nooit meer terugkwamen.

## Ontstaansgeschiedenis
In de nacht van 17 op 18 november 1942 vond in Gelderland een grote razzia plaats. De familie De Wijze, woonachtig aan de Johannes Vijghstraat 60 in Nijmegen, werd opgepakt. Samen met bijna tweehonderd andere Joden werd de familie gedeporteerd. Kitty de Wijze werd geboren in 1920. In 1942 werd zij gedeporteerd naar kamp Westerbork en daarna naar het concentratiekamp in Monowitz (Auschwitz III), waar zij op 15 december 1942 om het leven kwam. 
Ter nagedachtenis aan alle omgebrachte Joodse Nijmegenaren hebben particulieren de opdracht gegeven tot het maken van het monument Zij hebben het monument ook gefinancierd. Bij de onthulling op 4 mei 1995 vond een plechtigheid plaats. Jaarlijks op 4 mei leest de Joodse gemeente de namen van de honderden Nijmeegse slachtoffers voor op de Kitty de Wijze plaats.

## Vormgeving en locatie

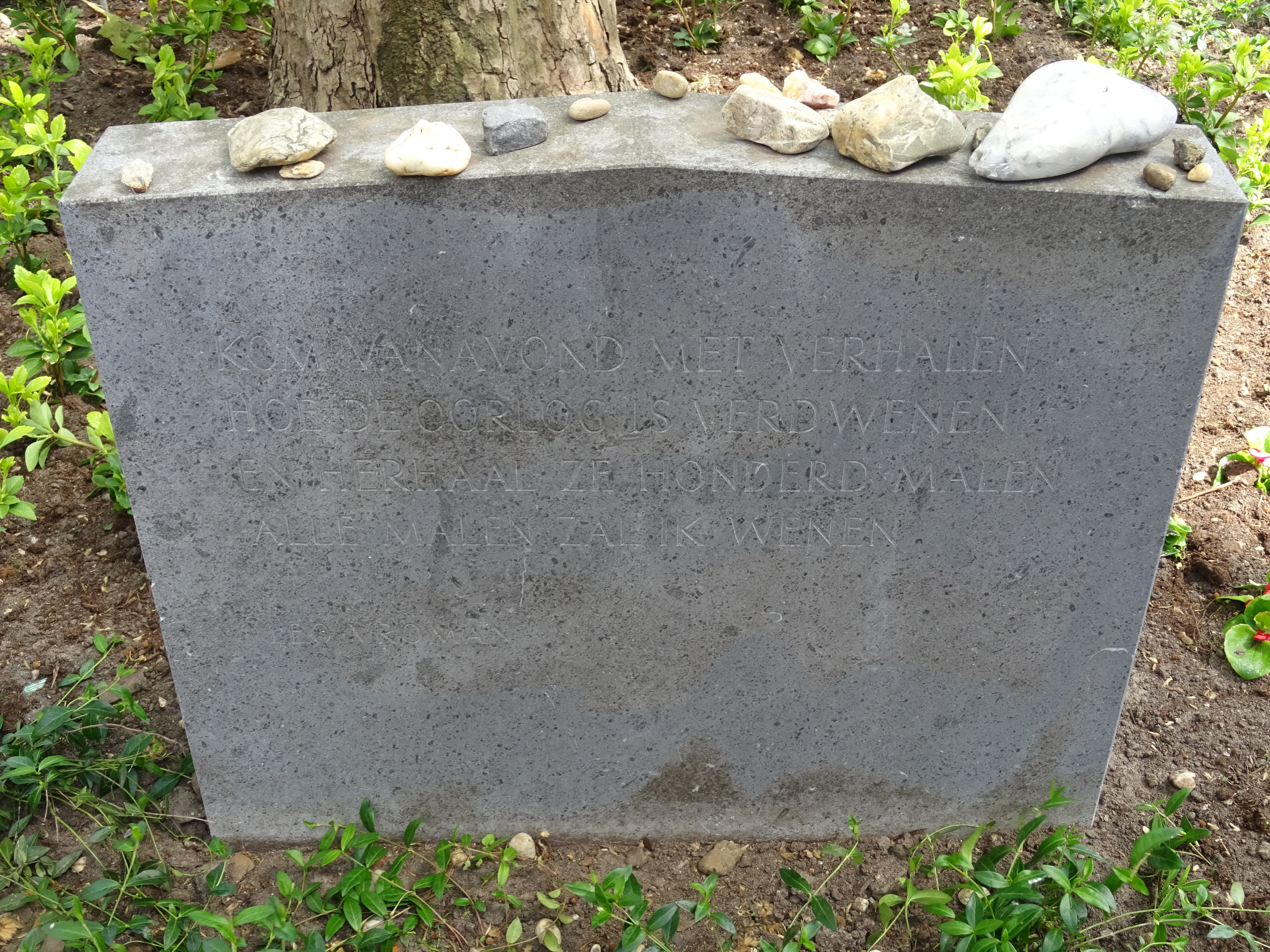
De steen met de inscriptie van Leo Vroman, gelegen achter het Joods monument

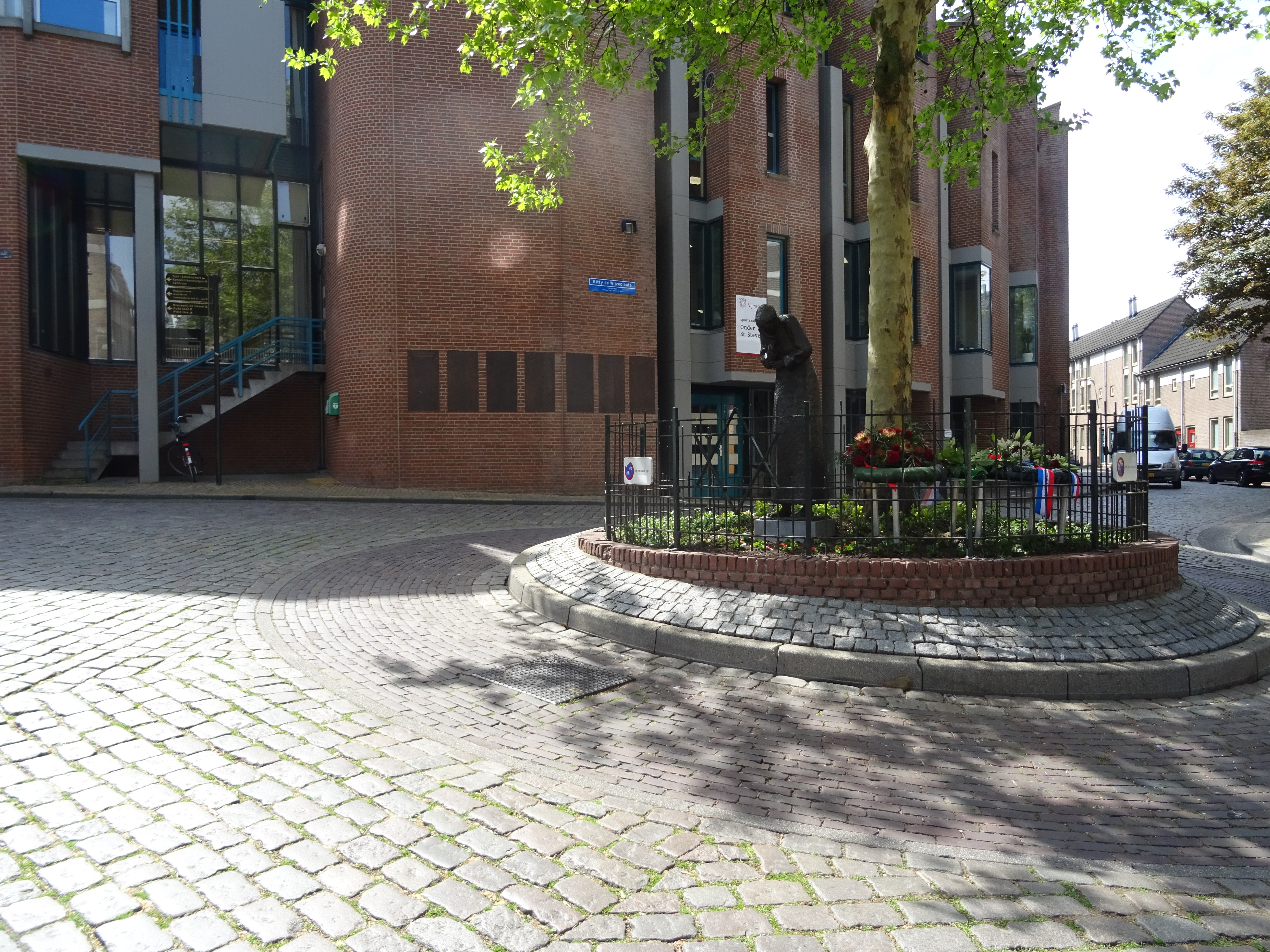
De Kitty de Wijze plaats met rechtsachter de zeven bronzen plakkaten op de muur

Het monument staat op de kruising van de Priemstraat, Nonnenstraat, Smidstraat en Ganzenheuvel. In het midden van de kruising ligt een rond perkje waar het 2 meter hoge beeld op staat. Het perkje is omheind met een hek waar twee davidsterren op staan. Binnen het hek, achter het beeld, staat een boom. Achter het beeld ligt een gedenksteen waarop de laatste regels uit het gedicht Vrede van Leo Vroman staan:

‘Kom vanavond met verhalen 

hoe de oorlog is verdwenen, 

en herhaal ze honderd malen: 

alle malen zal ik wenen.’

In de buurt van de Kitty de Wijze plaats, in de Nonnenstraat, ligt de oudste Nijmeegse synagoge.
In het ouderlijk huis van Paul de Swaaf zaten Joden ondergedoken. Met het monument wil de kunstenaar niet alleen naar het verleden kijken, maar ook naar de toekomst; het beeld moet volgens De Swaaf een waarschuwing zijn voor het gevaar van discriminatie.

## Bijzonderheden
In 2014 werd de Kitty de Wijze Stichting opgericht. De stichting stelt zich als doel het Joodse erfgoed in Nijmegen te cultiveren. In 2015 werden op een muur aan de Kitty de Wijze plaats zeven bronzen plaquettes onthuld met daarop de namen van alle 449 Joodse slachtoffers uit Nijmegen. De namenwand werd in 2008 al aangevraagd door Albert Isja de Jong uit Nijmegen. Hij is gerealiseerd dankzij donaties van het Platform Benedenstad.